# حكومة ياسر عرفات الثالثة
حكومة ياسر عرفات الثالثة هي الحكومة الفلسطينية الثالثة، كانت برئاسة رئيس السلطة الوطنية الفلسطينية ياسر عرفات، واستمرت منذ 9 أغسطس 1998 حتى 13 يونيو 2002.

## تشكيلة الحكومة
شُكل مجلس الوزراء وفقًا للمرسوم الرئاسي رقم 2 لسنة 1998.
يتكون مجلس وزراء حكومة ياسر عرفات الثالثة من 28 وزيرًا من ضمنهم سيدة واحدة فقط.
لم يُعين وزراء لوزارات التربية والتعليم، والشباب والرياضة، والأوقاف والشؤون الدينية. فيما تم استحداث ثلاث وزرات جديدة هي: شؤون البيئة وشؤون الأسرى والشؤون البرلمانية.
| ت  | الاسم                               | صورة | الحقيبة الوزارية                             | الحزب     | ملاحظات                                                                          |
| -- | ----------------------------------- | ---- | -------------------------------------------- | --------- | -------------------------------------------------------------------------------- |
| 1  | ياسر عرفات                          |      | رئيس السلطة الوطنية الفلسطينية وزير الداخلية | حركة فتح  | رئيس اللجنة التنفيذية لمنظمة التحرير الفلسطينية من الحكومة السابقة               |
| 2  | فيصل الحسيني                        |      | وزير ملف القدس                               | حركة فتح  | عضو اللجنة التنفيذية لمنظمة التحرير الفلسطينية من الحكومة السابقة                |
| 3  | نبيل علي رشيد شعث                   |      | وزير التخطيط والتعاون الدولي                 | حركة فتح  | عضو المجلس التشريعي الفلسطيني الأول عن دائرة خان يونس من الحكومة السابقة         |
| 4  | صائب محمد صالح عريقات               |      | وزير الحكم المحلي                            | حركة فتح  | عضو المجلس التشريعي الفلسطيني الأول عن دائرة أريحا من الحكومة السابقة            |
| 5  | رياض ذيب سليم الزعنون               |      | وزير الصحة                                   | حركة فتح  | عضو المجلس التشريعي الفلسطيني الأول عن دائرة غزة من الحكومة السابقة              |
| 6  | انتصار مصطفى محمود الوزير           |      | وزيرة الشؤون الاجتماعية                      | حركة فتح  | عضو المجلس التشريعي الفلسطيني الأول عن دائرة غزة من الحكومة السابقة              |
| 7  | فريح مصطفى فريح أبو مدين            |      | وزير العدل                                   | حركة فتح  | عضو المجلس التشريعي الفلسطيني الأول عن دائرة دير البلح من الحكومة السابقة        |
| 8  | ماهر نشأت طاهر المصري               |      | وزير الاقتصاد والتجارة                       | حركة فتح  | عضو المجلس التشريعي الفلسطيني الأول عن دائرة نابلس من الحكومة السابقة            |
| 9  | جميل يوسف مصلح الطريفي              |      | وزير الشؤون المدنية                          | حركة فتح  | عضو المجلس التشريعي الفلسطيني الأول عن دائرة رام الله والبيرة من الحكومة السابقة |
| 10 | عزام نجيب مصطفى الأحمد              |      | وزير الأشغال العامة                          | حركة فتح  | عضو المجلس التشريعي الفلسطيني الأول عن دائرة جنين من الحكومة السابقة             |
| 11 | عبد الرحمن توفيق عبد الهادي حمد     |      | وزير الإسكان                                 | حركة فتح  | عضو المجلس التشريعي الفلسطيني الأول عن دائرة شمال غزة من الحكومة السابقة         |
| 12 | عبد العزيز علي عبد العزيز شاهين     |      | وزير التموين                                 | حركة فتح  | عضو المجلس التشريعي الفلسطيني الأول عن دائرة رفح من الحكومة السابقة              |
| 13 | رفيق شاكر درويش النتشة              |      | وزير العمل                                   | حركة فتح  | عضو المجلس التشريعي الفلسطيني الأول عن دائرة الخليل                              |
| 14 | حكمت هاشم لطفي زيد                  |      | وزير الزراعة                                 | حركة فتح  | عضو المجلس التشريعي الفلسطيني الأول عن دائرة جنين                                |
| 15 | نبيل محمود يوسف عمرو                |      | وزير الشؤون البرلمانية                       | حركة فتح  | عضو المجلس التشريعي الفلسطيني الأول عن دائرة الخليل                              |
| 16 | سعدي محمود سليمان الكرنز            |      | وزير الصناعة                                 | حركة فتح  | عضو المجلس التشريعي الفلسطيني الأول عن دائرة دير البلح                           |
| 17 | علي إبراهيم غزال القواسمي           |      | وزير المواصلات                               | حركة فتح  | عضو المجلس التشريعي الفلسطيني الأول عن دائرة الخليل من الحكومة السابقة           |
| 18 | متري طناس جريس أبوعيطة              |      | وزير السياحة                                 | حركة فتح  | عضو المجلس التشريعي الفلسطيني الأول عن دائرة بيت لحم                             |
| 19 | طلال محمد عبد الرزاق سدر            |      | وزير دولة                                    | مستقل     | من الحكومة السابقة                                                               |
| 20 | عماد عبد الحميد عبد الهادي الفالوجي |      | وزير الاتصالات                               | مستقل     | عضو المجلس التشريعي الفلسطيني الأول عن دائرة شمال غزة من الحكومة السابقة         |
| 21 | ياسر عبد المجيد أديب عبد ربه        |      | وزير الثقافة والإعلام                        | حزب فدا   | عضو اللجنة التنفيذية لمنظمة التحرير الفلسطينية من الحكومة السابقة                |
| 22 | محمد زهدي النشاشيبي                 |      | وزير المالية                                 | مستقل     | عضو اللجنة التنفيذية لمنظمة التحرير الفلسطينية من الحكومة السابقة                |
| 23 | منذر صلاح                           |      | وزير التعليم العالي                          | مستقل     |                                                                                  |
| 24 | يوسف عطا االله إبراهيم أبو صفية     |      | وزير دولة لشؤون البيئة                       | حركة فتح  | عضو المجلس التشريعي الفلسطيني الأول عن دائرة شمال غزة                            |
| 25 | هشام علي حسن عبد الرازق             |      | وزير دولة لشؤون الأسرى                       | حركة فتح  | عضو المجلس التشريعي الفلسطيني الأول عن دائرة شمال غزة                            |
| 26 | زياد علي خليل أبو زياد              |      | وزير دولة لشؤون القدس                        | حركة فتح  | عضو المجلس التشريعي الفلسطيني الأول عن دائرة القدس                               |
| 27 | حسن محمد أحمد عصفور                 |      | وزير دولة لشؤون المنظمات الأهلية             | حزب الشعب | عضو المجلس التشريعي الفلسطيني الأول عن دائرة خان يونس                            |
| 28 | بشير البرغوثي                       |      | وزير دولة                                    | حزب الشعب | من الحكومة السابقة                                                               |
| 29 | نبيل قسيس                           |      | وزير دولة لشؤون بيت لحم                      | مستقل     |                                                                                  |
| 30 | أحمد عبد الرحمن                     |      | أمين عام مجلس الوزراء                        | حركة فتح  | من الحكومة السابقة                                                               |

في 5 يونيو 2002، أصدر ياسر عرفات مرسومًا حمل رقم 4 لسنة 2002، بتعديل تشكيلة مجلس الوزراء إلا أنه طُبق في حكومته الرابعة.

## وصلات خارجية
- موقع مجلس الوزراء